# 瓦西里四世

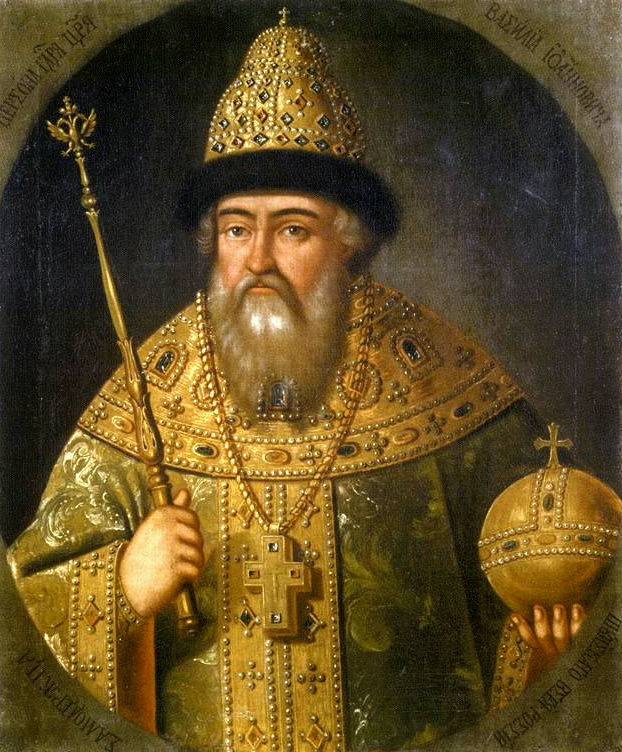
瓦西里四世

瓦西里·伊萬諾維奇·舒伊斯基（俄语：Васи́лий Иванович Шу́йский，1552年—1612年9月22日），通稱瓦西里四世，1606年－1610年期間的俄羅斯沙皇。留里克王朝旁支。

## 生平
他是俄罗斯混乱时期的一位沙皇，下諾夫哥羅德的貴族。當鮑里斯·戈東諾夫為沙皇時，他奉命前往烏格里奇調查伊凡雷帝幼子烏格里奇的德米特里的死因。他一開始聲稱察列維奇德米特里是意外死亡，但之後政治情勢改變後又改口說是鮑里斯·戈東諾夫所策劃謀害。後來偽德米特里一世在外國勢力波蘭的支持下公開聲稱自己是其實沒死的德米特里·伊萬諾維奇，帶領其支持者謀反。當沙皇鮑里斯·戈東諾夫死後，鮑里斯兒子費奧多爾二世即位。即位不久被起義者殺死。自1605年6月1日起偽德米特里一世擔任俄羅斯沙皇，但是在1606年5月17日，瓦西里四世策划推翻和谋殺了偽德米特里一世。
自此他被推舉為沙皇，但皇位一直不穩，因此被波蘭立陶宛聯邦干涉，最終爆發战争。1610年，瓦迪斯瓦夫四世派遣斯坦尼斯瓦夫·若乌凯夫斯基率領波蘭軍隊攻入莫斯科。七波雅爾推翻了瓦西里，之後更引波蘭軍隊入國俘虜瓦西里，並帶其回波蘭囚禁。1612年，瓦西里四世死于波兰。翌年，羅曼諾夫族人米哈伊爾被推舉為沙皇，並承認瓦西里四世為正統。1635年簽訂波利亞諾夫卡條約之後，瓦西里四世遺體終運返俄羅斯安葬。

## 世系
- 弗拉基米尔大公雅罗斯拉夫二世
  - 弗拉基米尔大公安德烈二世
    - 苏兹达尔大公瓦西里·安德列维奇
      - 苏兹达尔大公康斯坦丁·瓦西里耶维奇
        - 弗拉基米尔大公德米特里·康斯坦丁诺维奇
          - 下诺夫哥罗德大公暨舒亚大公瓦西里·德米特里耶维奇——舒伊斯基家得名始祖
            - 尤里·瓦西里耶维奇
              - 舒伊斯基大公瓦西里·尤里耶维奇
                - 米哈伊尔·瓦西里耶维奇
                  - 安德烈·米哈伊洛维奇
                    - 伊万·安德烈耶维奇
                      - 沙皇瓦西里四世

  - 基辅大公亞歷山大·涅夫斯基
    - 莫斯科大公丹尼爾
      - 莫斯科大公伊凡一世
        - 莫斯科大公伊凡二世
          - 莫斯科大公德米特里·頓斯科伊
            - 莫斯科大公瓦西里一世
              - 莫斯科大公瓦西里二世
                - 莫斯科大公伊凡三世
                  - 莫斯科大公瓦西里三世
                    - 沙皇伊凡四世
                      - 沙皇費奧多爾一世

## 子女
- 长女安妮
- 次女阿纳斯塔西娅